# Sicherheits- und Ordnungsgesetz
Im Landesrecht mehrerer deutscher Bundesländer regelt ein Sicherheits- und Ordnungsgesetz die Sicherstellung der öffentlichen Sicherheit und Ordnung und die Aufgaben der Ordnungsbehörden und der Polizei. Im Einzelnen sind das:
- Allgemeines Sicherheits- und Ordnungsgesetz (Berlin) – ASOG Bln
- Gesetz zum Schutz der öffentlichen Sicherheit und Ordnung (Hamburg) – SOG HH
- Hessisches Gesetz über die öffentliche Sicherheit und Ordnung – HSOG
- Sicherheits- und Ordnungsgesetz (Mecklenburg-Vorpommern) – SOG M-V
- ehemals: Niedersächsisches Gesetz über die öffentliche Sicherheit und Ordnung – Nds. SOG — jetzt: Niedersächsisches Polizei- und Ordnungsbehördengesetz (NPOG)
- Gesetz über die öffentliche Sicherheit und Ordnung des Landes Sachsen-Anhalt – SOG LSA

In anderen Bundesländern erfolgt die Regelung durch Polizeigesetze bzw. in Schleswig-Holstein durch das Landesverwaltungsgesetz (LVwG).

## Einzelnachweis
1. ↑  Linkliste Polizeigesetze der Länder